# Rogoušići
Rogoušići (cyr. Рогоушићи) – wieś w Bośni i Hercegowinie, w Republice Serbskiej, w mieście Sarajewo Wschodnie, w gminie Pale. W 2013 roku liczyła 468 mieszkańców.